# سیب سرخ (ساختمان)
سیب سرخ (انگلیسی: The Red Apple) یک آسمان‌خراش مسکونی ۴۰ طبقه به ارتفاع ۱۲۴ متر در جزیره وینهوه در روتردام هلند است.